# John Wick (personaje)
John Wick es un personaje creado por Derek Kolstad, y el protagonista y antihéroe titular de la serie de películas de suspenso y acción neo-noir John Wick, interpretado por Keanu Reeves. John es un legendario asesino a sueldo que se había retirado hasta que una banda invade su casa, le roba el coche y mata al cachorro que le había regalado su difunta esposa Helen. Esto le lleva a vengarse, a volver al submundo criminal y a entrar en conflicto con la organización internacional de asesinos de la que una vez formó parte.

## Biografía del personaje
Nacido en la Unión Soviética, quedó huérfano a una edad temprana antes de ser acogido por un viejo amigo de su padre, que acabaría convirtiéndose en el mentor de John. Pasó gran parte de su adolescencia en Ensenada, Baja California. En un momento dado, fue reclutado por un grupo del CMMP y entrenado por su líder, una mujer conocida como "la Directora", en Nueva York. Bajo la supervisión de la Directora, John fue entrenado como asesino a sueldo y aprendió habilidades que incluían artes marciales, armas de fuego y de otro tipo, conducción táctica, infiltración, escapología, etc. Jovonovich adoptó más tarde el nombre de "Jonathan Wick", o "John Wick" para abreviar, como forma anglicista de su nombre de nacimiento.

## Caracterización
El personaje y la franquicia han sido descritos como un «hombre del saco central al que no se puede matar» y un «equivalente moderno y orientado a la acción de las franquicias de terror de los 80», y se dice que ha matado a 306 personas, superando a Jason Voorhees y Michael Myers juntos. La violenta cruzada unipersonal de Wick ha sido descrita como un caso extremo de venganza laboral. Suele vestir trajes sastre de color oscuro equipados con armadura balística. Es un combatiente letal y domina las pistolas, los rifles, los cuchillos y otras formas de armamento, así como la lucha cuerpo a cuerpo. Tiene un gran tatuaje en la espalda con una frase en latín escrita sobre unas manos en oración que sostienen una cruz y que reza: Fortis Fortuna Adiuvat. 

## Recepción
Desde el inicio de la franquicia, el personaje de John Wick y su desarrollo en las siguientes secuelas se han considerado un revulsivo para la carrera de Keanu Reeves. Las películas cuentan con un gran número de seguidores de culto y la interpretación del personaje por parte de Reeves ha sido muy elogiada.

## Apariciones
- John Wick (2014)
- John Wick: Chapter 2 (2016)
- John Wick: Chapter 3 - Parabellum (2019)
- John Wick: Chapter 4 (2023)